# 他瑞妥单抗
他瑞妥单抗（INN：Tarextumab；开发代号：OMP-59R5）是一种针对Notch 2/3受体的全人单克隆抗体。它正在被测试作为一种可能的癌症治疗方法。2015年1月，美国FDA授予他瑞妥单抗治疗胰腺癌和肺癌的孤儿药资格。两项早期临床试验报告了积极的结果。